# جذيمة (اسم)
جذيمة هو اسم علم مذكر من أصل عربي، ومعناه هو المقطوع بسرعة.

## شخصيات تحمل الاسم
- جذيمة الأبرش (القرن 2 – )

## وصلات خارجية
- موسوعة السلطان قابوس لأسماء العرب نسخة محفوظة 5 أبريل 2019 على موقع واي باك مشين.